# Alpii Cotici

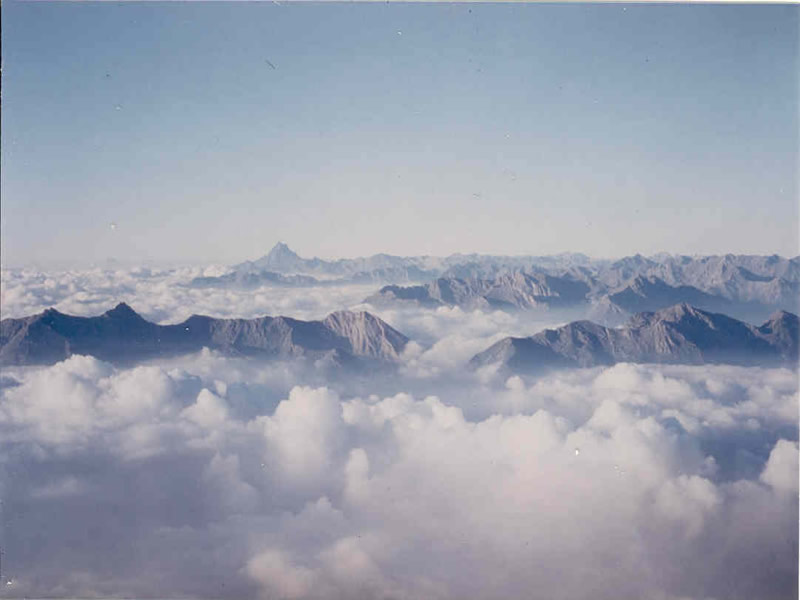
Vârful Monte Viso văzut de la Rochemelon

Alpii Cotici sunt situați în partea de sud-vest a Alpilor la granița dintre departamentele franceze Hautes Alpes și Savoia și regiunea italiană Piemont. Sunt separați de Alpii Maritimi prin Trecătoarea Maddalena și prin trecătoarea Mont Cenis de Alpii Graici. Trecătoarea Galibier îi separă de Alpii Dauphiné.
Tunelurile de șosea și cale ferată Fréjus dintre Modane (Savoia) și Susa (Piemont) constituie două importante artere de transport care fac legătura între Lyon (Franța) și Torino (Italia).
Alpii Cotici sunt străbătuți de râurile Durance și Arc și afluenții lor pe partea franceză; de Dora Riparia și alți afluenți ai Pad-ului pe partea italiană

## Vârfuri

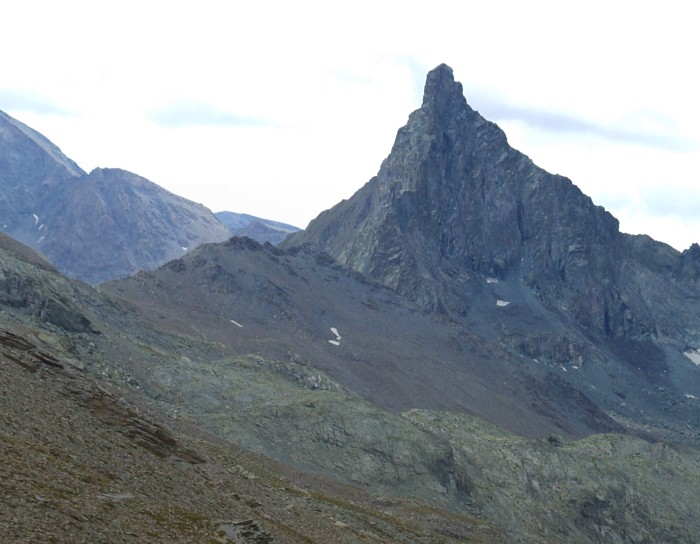
Tete des Toillies

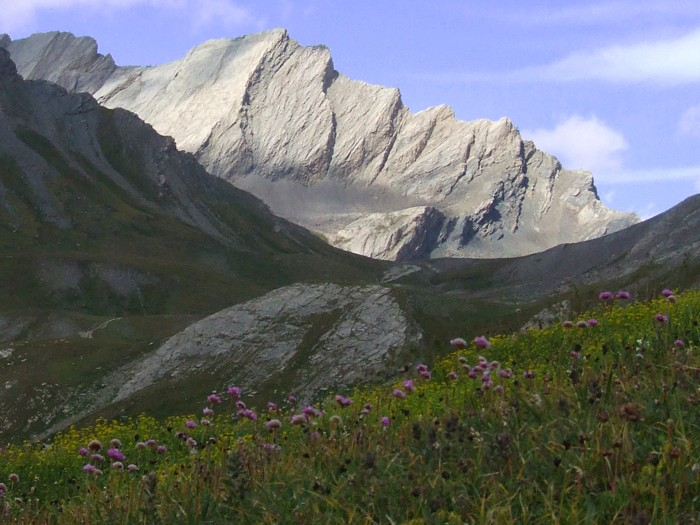
Taillante

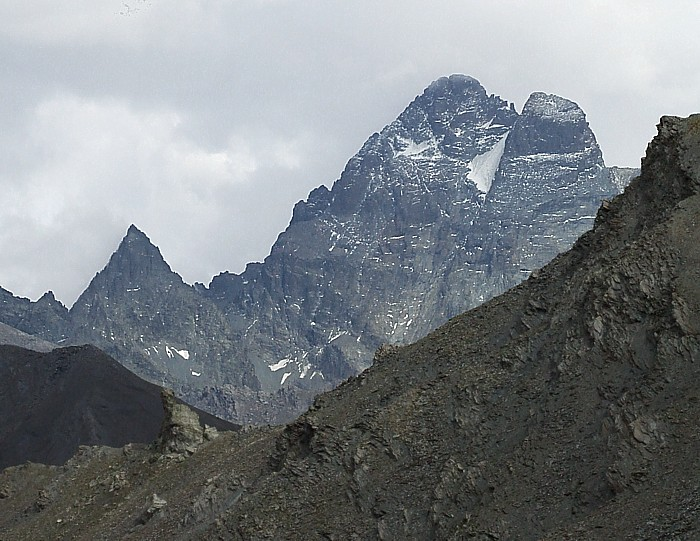
Monte Viso

Cele mai importante vârfuri din Alpii Cotici sunt:
| Denumire                | Înălțime (m) | Înălțime (m) |
| ----------------------- | ------------ | ------------ |
| Monte Viso              | 3843         |              |
| Viso di Vallante        | 3672         |              |
| Aiguille de Scolette    | 3505         |              |
| Aiguille de Chambeyron  | 3400         |              |
| Bric de Chambeyron      | 3388         |              |
| Pic de la Font Sancte   | 3387         |              |
| Rognosa d'Etache        | 3385         |              |
| Dents d'Ambin           | 3382         |              |
| Punta Ferrant           | 3364         |              |
| Visolotto               | 3353         |              |
| Bric de Rubren          | 3340         |              |
| Rochebrune              | 3324         |              |
| Punta Sommeiller        | 3321         |              |
| Bric Froid              | 3302         |              |
| Grand Glaiza            | 3286         |              |
| Rognosa di Sestriere    | 3279         |              |
| Panestrel               | 3253         |              |
| Roche du Grand Galibier | 3242         |              |
| Peou Roc                | 3231         |              |
| Pic du Pelvat           | 3218         |              |
| Pointe Haute de Mary    | 3212         |              |
| Pain de Sucre           | 3208         |              |
| Mont Thabor             | 3182         |              |
| Pointe des Cerces       | 3180         |              |
| Tete des Toillies       | 3179         |              |
| Monte Granero           | 3170         |              |
| Pic du Thabor           | 3144         |              |
| Mont Chaberton          | 3135         |              |
| Tete de Moyse           | 3110         |              |
| Monte Meidassa          | 3105         |              |
| Pelvo d'Elva            | 3064         |              |
| Rocca Bianca            | 3059         |              |
| Mont Politri            | 3051         |              |
| Mont Albergian          | 3040         |              |
| Pic Caramantran         | 3025         |              |
| Bric Bouchet            | 2998         |              |
| Pointe des Marcelettes  | 2909         |              |
| Pic du Malrif           | 2906         |              |
| Punta Cournour          | 2868         |              |

## Trecători
Principalele trecători din Alpii Cotici:
| Denumire          | Traseu                                | Acces               | Înălțime (m) |
| ----------------- | ------------------------------------- | ------------------- | ------------ |
| Someiller         | de la Bardonecchia la Bramans         | acoperită de zăpadă | 2962         |
| Traversette       | de la Crissolo la Abries              | drum forestier      | 2950         |
| Ambin             | de la Exilles la Bramans              | acoperită de zăpadă | 2854         |
| St. Veran         | de la Valle Varaita la Queyras Valley | cărare              | 2844         |
| Etache            | de la Bardonecchia la Bramans         | drum forestier      | 2787         |
| Agnel             | de la Valle Varaita la Queyras Valley | sosea               | 2744         |
| Girardin          | de la Ubaye Valley la Queyras Valley  | cărare              | 2699         |
| Sautron           | de la Valle Maira la Barcelonnette    | drum forestier      | 2689         |
| Longet            | de la Ubaye Valley la Valle Varaita   | drum forestier      | 2672         |
| Mary              | de la Ubaye Valley la Valle Maira     | drum forestier      | 2654         |
| Abriès            | de la Perosa la Abriès                | drum forestier      | 2650         |
| Roue              | de la Bardonecchia la Modane          | drum forestier      | 2566         |
| Frejus            | de la Bardonecchia la Modane          | sosea               | 2542         |
| Clapier           | de la Bramans la Susa                 | drum forestier      | 2491         |
| Izoard            | de la Briançon la Queyras Valley      | sosea               | 2388         |
| Passo de la Croce | de la Torre Pelice la Abriès          | drum forestier      | 2309         |
| Petit Mont Cenis  | de la Bramans la Platoul Mont Cenis   | drum forestier      | 2184         |
| Vars              | de la Ubaye Valley la Queyras Valley  | sosea               | 2115         |
| Mont Cenis        | de la Lanslebourg la Susa             | sosea               | 2101         |
| Sestriere         | de la Pinerolo la Cesana Torinese     | sosea               | 2021         |
| Montgenèvre       | de la Briançon la Susa                | sosea               | 1854         |
| Echelle           | de la Briançon la Bardonecchia        | sosea               | 1760         |